# House of Bond
House of Bond, es un drama australiano que transmitido del 24 de abril del 2017 hasta el 25 de abril del 2017 por medio de la cadena Nine Network.
La miniserie contó la historia del rico magnate australiano Alan Bond desde 1960 hasta la década de 1990.

## Historia
La miniserie sigue la descarada historia de Alan "Bondy" Bond más conocido como "Ten Pound Pom", quien abrió su futuro pasando de los callejones de Fremantle hasta convertirse en el hombre más rico de Australia y uno de los más grandes héroes deportivos del país. Bond era un hombre que no se cansaba de los excesos de la vida: las mujeres, la fama, el dinero, el crimen y todo lo que estaba entre eso; sin embargo su ego, la codicia y la ambición pronto provocaron que se extralimitara más allá de toda medida ocasionando que su imperio se derrumbara, dejándolo como el villano más grande de la historia de su país con la mayor historia de bancarrota.

## Personajes

### Personajes principales
| Actor              | Personaje             | Ocupación                                                | Episodios | Duración |
| ------------------ | --------------------- | -------------------------------------------------------- | --------- | -------- |
| Ben Mingay         | Alan Bond             | Magnate                                                  | 2         | 2017     |
| Rachael Taylor     | Diana Bliss-Bond      | Directora de Relaciones Públicas ex-Productora de Teatro | 2         | 2017     |
| Adrienne Pickering | Eileen Hughes-Bond    | -                                                        | 2         | 2017     |
| Sam Neill          | Roland "Tiny" Rowland | Empresario                                               | 2         | 2017     |
| Gyton Grantley     | Peter Beckwith        | -                                                        | 2         | 2017     |
| Samantha Jade      | Tracey Tyler          | Agente de Bienes Raíces / ex-Presentadora                | 2         | 2017     |
| Jack Campbell      | John Bertrand         | -                                                        | 2         | 2017     |
| Johnny Ruffo       | Dave King             | -                                                        | 2         | 2017     |
| Vanessa Moltzen    | Pippa                 | -                                                        | 2         | 2017     |
| Paul Gleeson       | Ben Lexcen            | -                                                        | 2         | 2017     |
| Roy Billing        | Doozer Hughes         | -                                                        | 2         | 2017     |
| Anne Looby         | Kathleen Bond         | -                                                        | 2         | 2017     |
| John Howard        | -                     | -                                                        | -         | 2017     |

### Personajes secundarios
| Actor               | Personaje        | Ocupación | Episodios | Duración |
| ------------------- | ---------------- | --------- | --------- | -------- |
| Marcus Graham       | Michael Williams | -         | 2         | 2017     |
| Anne-Louise Lambert | Josie Rowland    | -         | 2         | 2017     |
| Airlie Dodds        | Susanne Bond     | -         | 2         | 2017     |
| Bill Young          | Frank Bond       | -         | 2         | 2017     |
| Grant Lyndon        | Warren Jones     | -         | 2         | 2017     |
| Emma Jackson        | Valerie Beckwith | -         | 2         | 2017     |
| John Gregg          | Roger Climpson   | -         | 2         | 2017     |
| William Usic        | Reg Lynch        | -         | 2         | 2017     |
| Clarissa House      | Joan Lynch       | -         | 2         | 2017     |
| John McNeill        | Sir Frank Packer | -         | 2         | 2017     |
| Michael Beckley     | Kevin            | -         | 2         | 2017     |
| David McCubbin      | Bill Lucas       | -         | 2         | 2017     |
| Alan Flower         | Brian Burke      | -         | 2         | 2017     |
| Tony Chu            | Lei Cheng        | -         | 2         | 2017     |
| Alyson Standen      | Sandra           | -         | 2         | 2017     |
| Glenn Hazeldine     | Patrick          | Padre     | 2         | 2017     |
| Shannon Still       | Judy             | -         | 2         | 2017     |
| Morrison James      | Laurie Connell   | -         | 2         | 2017     |

## Producción
La miniserie contó con la participación del escritor Paul Bennett, los escritores productivos Andy Ryan, Jo Rooney y Michael Cordell, y la escritora Sarah Smith.
La miniserie fue producida por la compañía "Cordell Jigsaw Zapruder".